# Rudolf Śmiałowski
Rudolf Franciszek Śmiałowski (ur. 20 lutego 1903 we Lwowie, zm. 10 listopada 1980 w Krakowie) − polski architekt, konserwator zabytków i nauczyciel akademicki.

## Życiorys
W 1928 ukończył Politechnikę Lwowską na Wydziale Architektury. Następnie na tej uczelni został starszym asystentem w katedrze budownictwa ogólnego kierowanej przez prof. Tadeusza Obmińskiego.
W późniejszym czasie przeniósł się do Warszawy. Do 1939 uczył w Żeńskiej Szkole Architektury im. Stanisława Noakowskiego. Od 1939 do 1944 był dyrektorem Państwowej Szkoły Budownictwa, która po wybuchu II wojny światowej na rok przerwała działalność. Wznowiła ją już podczas okupacji niemieckiej 1 września 1940 jako Państwowa Szkoła Budowlana II stopnia. Gdy 1 sierpnia 1944 wybuchło powstanie warszawskie, wziął w nim udział. Był członkiem Armii Krajowej Od października 1944 do listopada 1945 mieszkał w Zakopanem. Podczas okupacji organizował i kierował tam konspiracyjną ekspozyturą Wydziału Architektonicznego Politechniki Warszawskiej. Wykładał budownictwo ogólne i geometrię wykreślną.
Po okupacji współtworzył w 1945 wydziały politechniczne Akademii Górniczo-Hutniczej (AGH) w Krakowie. Objął tam stanowisko kierownika katedry budownictwa ogólnego na Wydziale Architektury. W latach 1948–1951 był na nim dziekanem. Wydziały politechniczne AGH dały początek w 1946 nowej uczelni – Politechnice Krakowskiej, której de facto był współorganizatorem. W 1949 otrzymał tytuł profesora nadzwyczajnego. Profesorem zwyczajnym został w 1966.
Wykładał także na innych uczelniach. W okresie 1951–1959 nauczał w Wieczorowej Szkole Inżynierskiej w Zielonej Górze. Natomiast od 1964 do 1970 był wykładowcą w katedrze etnografii Słowian na Uniwersytecie Jagiellońskim. Obok pracy dydaktycznej w latach 1954–1955 prowadził badania nad tatrzańskim budownictwem pasterskim. Ich wyniki ogłosił w publikacji naukowej Architektura i budownictwo pasterskie w Tatrach Polskich, wydanej w 1959.
Należał do kilku organizacji branżowych i naukowych. Był członkiem Stowarzyszenia Architektów Polskich (pełnił w nim różne funkcje), Sekcji Architektury i Urbanistyki PAN i Sekcji Budownictwa Komitetu Inżynierii Lądowej PAN. Ponadto był członkiem założycielem Lubuskiego Towarzystwa Naukowego w Zielonej Górze.
Po śmierci spoczął na cmentarzu Rakowickim w Krakowie.

### Małżeństwo i rodzina
Ożenił się ze swoją studentką – Elżbietą Dąmbską (1924–2021), z którą już jako architektką nierzadko współpracował. Jego starszy brat – Władysław (1898–1967) również był architektem.

## Wybrane publikacje
- Architektura i budownictwo pasterskie w Tatrach Polskich, wyd. PWN, 1959
- Budownictwo drewniane i młyny wietrzne na Ziemi Lubuskiej, wyd. Wydawnictwo Poznańskie, 1968 – wspólnie z Elżbietą Dąmbską-Śmiałowską

## Odznaczenia i wyróżnienia
- Krzyż Kawalerski Orderu Odrodzenia Polski
- Medal Komisji Edukacji Narodowej
- Odznaka tytułu honorowego „Zasłużony Nauczyciel Polskiej Rzeczypospolitej Ludowej”

## Upamiętnienie
Jego żona, Elżbieta Dąmbska-Śmiałowska, napisała Wspomnienie o działalności prof. Rudolfa Śmiałowskiego w okresie okupacji, które zostało zamieszczone w książce–pracy zbiorowej pt. Wojna i okupacja we wspomnieniach pracowników Politechniki Krakowskiej. Publikacja ukazała się nakładem Politechniki Krakowskiej w 1986.